# Kyle Duncan
Kyle Duncan (ur. 8 sierpnia 1997 w Nowym Jorku) – amerykański piłkarz jamajskiego pochodzenia występujący na pozycji prawego obrońcy w amerykańskim klubie New York Red Bulls oraz w reprezentacji Stanów Zjednoczonych.

## Kariera klubowa

### New York Red Bulls
9 marca 2018 podpisał kontrakt z drużyną New York Red Bulls. Zadebiutował 11 marca 2018 w meczu Major League Soccer przeciwko Portland Timbers (4:0). 28 lutego 2019 zadebiutował w Lidze Mistrzów CONCACAF w meczu przeciwko Atlético Pantoja (3:0). Pierwszą bramkę zdobył 19 września 2019 w meczu ligowym przeciwko Portland Timbers (0:2).

## Kariera reprezentacyjna

### Stany Zjednoczone
W 2020 roku otrzymał powołanie do reprezentacji Stanów Zjednoczonych. Zadebiutował 9 grudnia 2020 w meczu towarzyskim przeciwko reprezentacji Salwadoru (6:0).

## Statystyki

### Klubowe
(aktualne na dzień 11 stycznia 2021)
| Klub               | Sezon              | Liga                | Liga  | Liga   | Puchar kraju | Puchar kraju | CONCACAF | CONCACAF | Suma  | Suma   |
| Klub               | Sezon              | Liga                | Mecze | Bramki | Mecze        | Bramki       | Mecze    | Bramki   | Mecze | Bramki |
| ------------------ | ------------------ | ------------------- | ----- | ------ | ------------ | ------------ | -------- | -------- | ----- | ------ |
| New York Red Bulls | 2018               | Major League Soccer | 4     | 0      | 0            | 0            | 0        | 0        | 4     | 0      |
| New York Red Bulls | 2019               | Major League Soccer | 13    | 1      | 1            | 0            | 2        | 0        | 16    | 1      |
| New York Red Bulls | 2020               | Major League Soccer | 24    | 3      | –            | –            | –        | –        | 24    | 3      |
| New York Red Bulls | Ogólnie            | Ogólnie             | 41    | 4      | 1            | 0            | 2        | 0        | 44    | 4      |
| Ogólnie w karierze | Ogólnie w karierze | Ogólnie w karierze  | 41    | 4      | 1            | 0            | 2        | 0        | 44    | 4      |

### Reprezentacyjne
(aktualne na dzień 11 stycznia 2021)
| Reprezentacja     | Rok     | Mecze | Bramki |
| ----------------- | ------- | ----- | ------ |
| Stany Zjednoczone |         |       |        |
| 2020              | 1       | 0     |        |
| Ogólnie           | Ogólnie | 1     | 0      |

| Mecze i gole w reprezentacji | Mecze i gole w reprezentacji | Mecze i gole w reprezentacji | Mecze i gole w reprezentacji | Mecze i gole w reprezentacji | Mecze i gole w reprezentacji | Mecze i gole w reprezentacji | Mecze i gole w reprezentacji |
| Lp.                          | Data                         | Miejsce                      | Gospodarz                    | Gość                         | Wynik                        | Gol                          | Rozgrywki                    |
| ---------------------------- | ---------------------------- | ---------------------------- | ---------------------------- | ---------------------------- | ---------------------------- | ---------------------------- | ---------------------------- |
| 1.                           | 09.12.2020                   | Fort Lauderdale              | Stany Zjednoczone            | Salwador                     | 6:0                          |                              | Mecz towarzyski              |